# Hidrometru

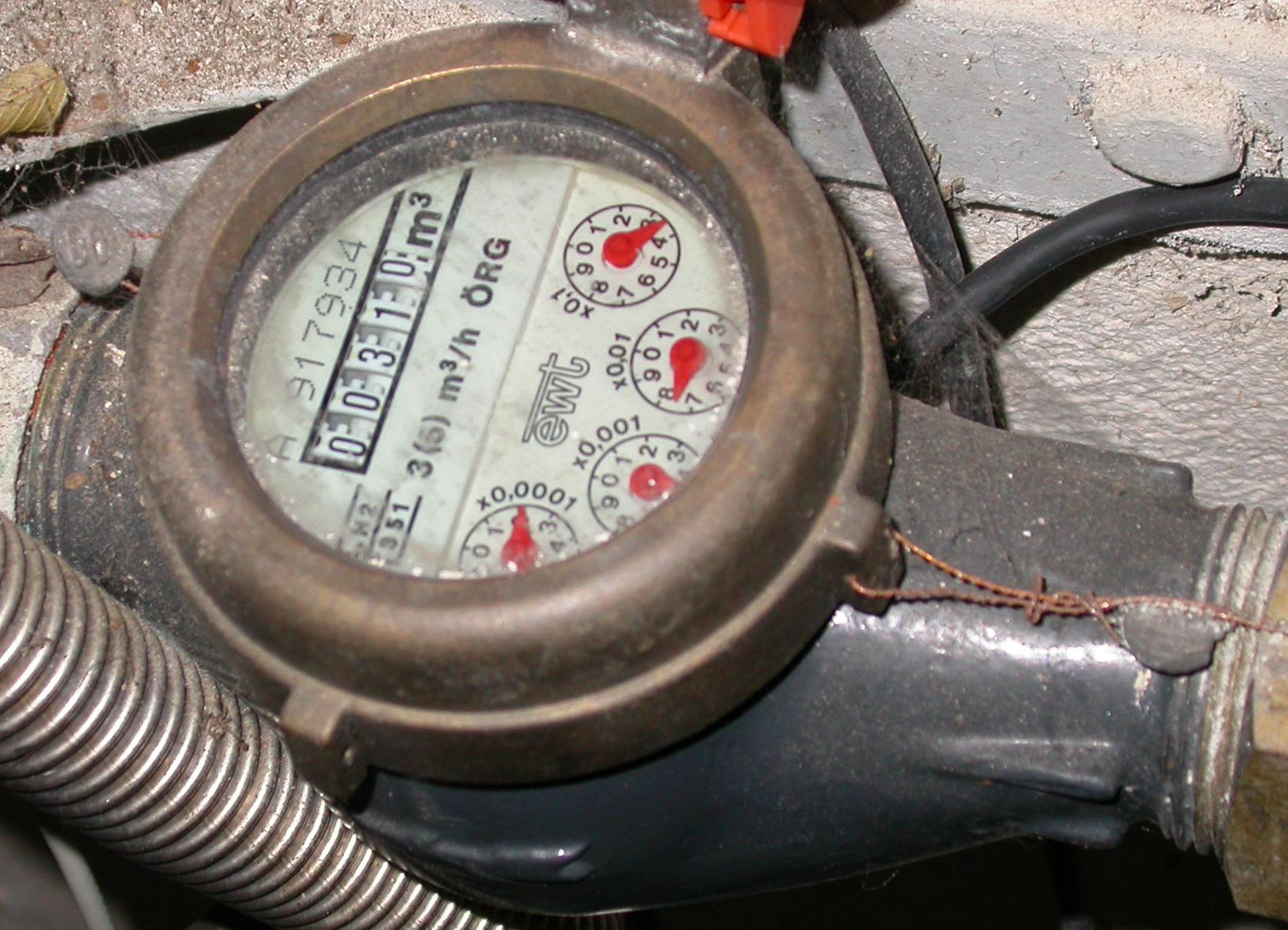
Hidrometru volumetric pentru apă

Hidrometrul este un aparat de măsură a densității și a vitezei de curgere a lichidelor. De asemenea, poate fi un manometru metalic cu scara gradată în unități de coloană de apă sau o miră cu ajutorul căreia se măsoară nivelul unui curs de apă.